# Politisches System der Schweiz
Das politische System der Schweiz basiert auf dem demokratischen, republikanischen, rechtsstaatlichen und föderalistischen Prinzip.

## Überblick

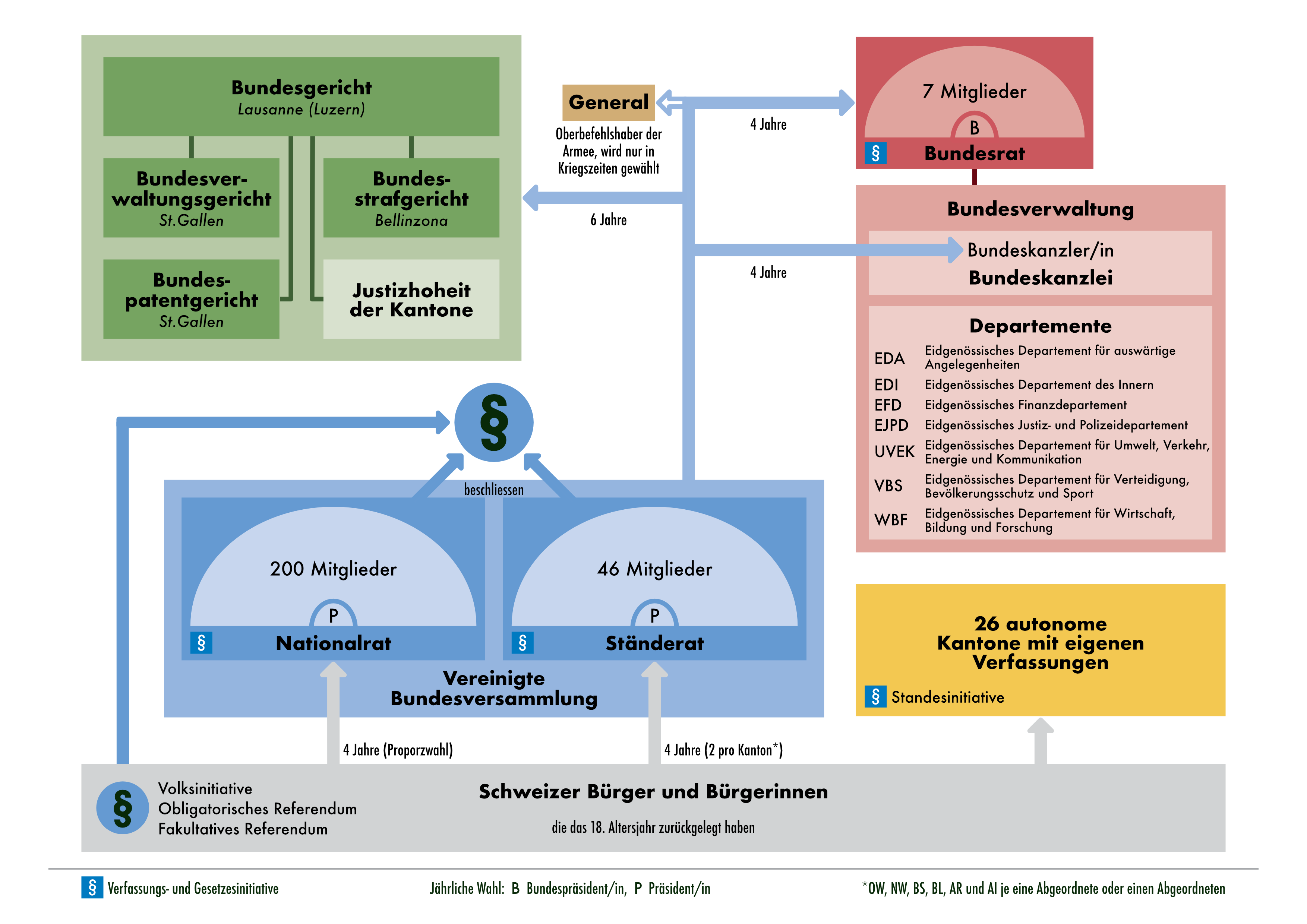
Politisches System der Schweiz

Die Schweizerische Eidgenossenschaft ist weder eine rein parlamentarische noch eine präsidiale Demokratie, sondern hat ein Regierungssystem in der Tradition des Direktorialsystems. Das politische System zeichnet sich durch folgende Merkmale aus, die sie insbesondere von anderen Demokratiemodellen der Gegenwart unterscheiden:
- Der Föderalismus: Die Schweiz ist ein Bundesstaat mit einer vergleichsweise stark ausgeprägten Autonomie seiner Gliedstaaten (Kantone), die wiederum ihren Gemeinden einen relativ weitreichenden Spielraum zugestehen und die in alle Phasen der politischen Willensbildung eingebunden sind.
- Die direkte Demokratie: Durch die Volksinitiative und das Referendum können die Bürger sowohl auf die Tätigkeit der Gemeindebehörden, der Kantonsparlamente und des Bundesparlaments wie auch über die Parlamente hinweg direkten Einfluss auf die Regierungstätigkeit nehmen.
- Die Volksrechte wurzeln einerseits in der Versammlungsdemokratie (Gemeindeversammlungen, Landsgemeinden), andererseits in der Urnendemokratie. Die Volksrechte haben kontrollierende, initiierende, bremsende und legitimierende Funktion.
- Die Bildung von Mehrheiten bei Entscheidungen des Volkes, des Parlaments und der Regierung erfolgt in Konstellationen, die sich von Entscheid zu Entscheid ändern. Damit sind alle politischen Kräfte mehr oder weniger an der Entscheidfindung beteiligt.
- Die Gewaltenteilung ist insofern strikt, als die Regierung zwischen den Wahlperioden nicht abberufen, das Parlament andererseits nicht von der Regierung aufgelöst werden kann.
- Die Bundesversammlung, das Schweizer Parlament, besteht aus zwei gleichwertigen Kammern.
- Die Schweizer Regierung, der Bundesrat, ist als Kollegialregierung konzipiert, ohne dass ein eigentliches Staatsoberhaupt existiert. Der Bundespräsident ist lediglich Primus inter Pares. Das Kollegialitätsprinzip wird mit dem Departementalprinzip verbunden, indem jeder Bundesrat einem Departement (Ministerium) vorsteht.
- Das System der Konkordanz betont die Wichtigkeit von Kompromissen, die Einbettung möglichst vieler gesellschaftlicher Kräfte und erlaubt breit abgestützte Entscheidungen. Es gibt keine minimal winning coalitions.
- Die Verfassungsgerichtsbarkeit auf Bundesebene ist eingeschränkt. Bundesgesetze können nicht vom Bundesgericht ausser Kraft gesetzt werden, auch wenn sie verfassungswidrig sind.[1]

Die Gründe für dieses «genossenschaftliche» Staatsverständnis liegen vor allem in der Entstehung, Zusammensetzung und Entwicklung der Schweizerischen Eidgenossenschaft, der schweizerischen «Nation», die oft als Willensnation bezeichnet wird: Das Land ist weder ethnisch noch sprachlich, noch kulturell oder konfessionell eine Einheit, sondern versteht sich als ein aus dem freien Willen ihrer Bürger zusammengeschlossenes Gemeinwesen. Berücksichtigt wird die Tradition der alten Schweiz vor 1848 als heterogenes Bündnis unabhängiger Kleinrepubliken, der Vorläufer der heutigen Kantone, die deshalb auch als «Stände» (vgl. «Ständerat», «Standesweibel») und «Staaten» (vgl. «Staat Bern», «Staatsschreiber», «Staatskanzlei», «Staatsrat», «Staatssteuer») bezeichnet werden.
Die Schweizer Politik hat ihre eigene Terminologie: Häufig gebrauchte Ausdrücke mit einem spezifischen Schweizer Bedeutungsgehalt sind neben den bereits genannten die Interpellation, die Motion, das Postulat, die Subsidiarität und der Urnengang.
Grundlage bildet, neben den kantonalen Verfassungen, die schweizerische Bundesverfassung, die 1848 die moderne Schweiz begründete und seither ständig überarbeitet sowie 1874 und 1999 vollständig erneuert wurde.

## Staatsebenen
Die Schweiz kennt drei Staatsebenen: Gemeinde – Kanton – Bund. Die in einigen Kantonen vorhandenen Bezirke hingegen gelten nicht als Staatsebene, da sie Teil der kantonalen Verwaltung sind und damit keine politische Autonomie besitzen.
Der Bund umfasst alle Kantone der Schweiz und ist die oberste politische Ebene der Schweiz. Bei ihm liegt die Kompetenz-Kompetenz.

## Legislative

### Bundesebene
Das Parlament (Bundesversammlung) besteht aus zwei Kammern:
- dem Nationalrat als «Volksvertretung» (200 Mitglieder, die ihrerseits auch «Nationalrat» bzw. «Nationalrätin» genannt werden). Jeder Kanton stellt Nationalräte gemäss seinem Anteil an der Bevölkerung, mindestens jedoch einen (so in Appenzell Ausserrhoden, Appenzell Innerrhoden, Glarus, Nidwalden, Obwalden und Uri). Der Nationalrat wird in den Kantonen mit mehr als einem Sitz durch eine Proporzwahl gewählt. Die Nationalräte der Einerwahlkreise werden durch Majorzwahl gewählt. Der Nationalratspräsident wird umgangssprachlich manchmal als «höchster Schweizer» bezeichnet, da er der Volksvertretung vorsteht. Die protokollarisch höchste Stellung kommt aber dem Bundespräsidenten zu, der den Gesamtbundesrat als «oberste leitende und vollziehende Behörde des Bundes»[2] repräsentiert.[3]
- dem Ständerat als «Kantonsvertretung» (46 Mitglieder, die ihrerseits auch «Ständerat» bzw. «Ständerätin» genannt werden; 2 pro Kanton mit Ausnahme von 6 Kantonen, die nur 1 Mitglied stellen und historisch Halbkantone genannt werden). Die Ständeräte werden in den Kantonen mit Majorzwahl gewählt (ausser in den Kantonen Jura und Neuenburg). Die Bezeichnung «Kantonsvertretung» ist allerdings irreführend, da die Ständeräte weder rechtlich noch tatsächlich ihren Kanton (Kantonsregierung, Kantonsparlament) vertreten oder von diesen Instruktionen entgegennehmen müssen (Instruktionsverbot). Dies im Gegensatz z. B. zum deutschen Bundesrat.

Nationalrat und Ständerat tagen in der Regel getrennt. Alle Gesetzgebungsvorhaben (Verfassungsänderungen, Bundesgesetze, Bundesbeschlüsse, Genehmigung von völkerrechtlichen Verträgen) werden in beiden Kammern behandelt und müssen von beiden Kammern angenommen werden. Im sogenannten Differenzbereinigungsverfahren werden allenfalls unterschiedliche Beschlüsse der Kammern zu einem Konsens geführt.
Eine Ausnahme der getrennten Beratung der beiden Kammern bildet die Vereinigte Bundesversammlung. Für die Wahl der sieben Mitglieder des Bundesrates (d. h. der Exekutive), des Bundespräsidenten und des Bundeskanzlers, der Bundesrichter und im Kriegsfall des Generals vereinigen sich National- und Ständerat zu einem Wahlorgan. Eine weitere Funktion der Vereinigten Bundesversammlung ist die Begnadigung (Erlass einer einem Individuum durch Bundesbehörden auferlegten Strafe gemäss Bundesrecht).
Die National- und Ständeräte sind bei der Ausübung ihres Mandats nicht an Weisungen von Kantonen, Parteien oder anderen Instanzen gebunden (sogenanntes Instruktionsverbot). In der politischen Realität allerdings sind zahlreiche Parlamentarier von Interessen und Interessenverbänden usw. abhängig.
Das Schweizer Parlament ist ein sogenanntes Milizparlament, das heisst, die National- und Ständeräte üben ihr Mandat nicht hauptberuflich aus. Sie erhalten vom Staat keinen Lohn, sondern unter anderem Sitzungsgelder und Spesenentschädigungen.
Das schweizerische Parlament arbeitet vor allem in Kommissionen.

### Kantonale Ebene
Die Parlamente in den Kantonen heissen zumeist Kantonsrat oder Grosser Rat, in den Kantonen Basel-Landschaft, Glarus, Nidwalden und Uri Landrat und im Kanton Jura Parlament. Die Anzahl der Mitglieder schwankt zwischen 49 und 180.
Diese werden direkt vom Volk in der Regel auf vier, in den Kantonen Freiburg, Waadt und Genf auf fünf Jahre gewählt. Mit Ausnahme der beiden Appenzell (hier wiederum mit umgekehrter Ausnahme des Wahlkreises Herisau), wo das Mehrheitswahlrecht gilt, gelangt heute überall das Verhältniswahlrecht zur Anwendung. Die früher in grossen Teilen der Schweiz übliche Amtsdauer von drei Jahren wurde zuletzt im Kanton Appenzell Ausserrhoden 1995 und im Kanton Graubünden 2003/2006 auf vier Jahre verlängert; letzterer Kanton kannte bis ins ausgehende 20. Jahrhundert sogar eine parlamentarische Amtsdauer von nur zwei Jahren.
In den Kantonen Bern, Uri, Solothurn, Schaffhausen und Tessin kann das Kantonsparlament mittels Volksinitiative, die dem Volk zur Abstimmung unterbreitet werden muss, vorzeitig abberufen werden. Angesichts der mit vier Jahren nicht überlangen Amtsdauer ist dieses Recht allerdings von untergeordneter Bedeutung.
In den Kantonen Glarus und Appenzell Innerrhoden ist das oberste Gesetzgebungsorgan die Landsgemeinde, die einmal jährlich zusammentritt.

## Exekutive

### Bundesebene
Der Bundesrat ist die Schweizer Bundesregierung (in der Schweiz als Landesregierung bezeichnet). Er besteht aus sieben gleichberechtigten Mitgliedern (siehe auch Kollegialitätsprinzip), die den einzelnen Departementen (Ministerien) der Bundesverwaltung vorstehen. 
Die Schweiz ist damit eines der wenigen Länder der Welt, welches eine Kollegialregierung kennt, in der alle Regierungsmitglieder gleichberechtigt sind und es keinen Regierungschef gibt. Die Stellung eines Mitglieds des Bundesrates ist deutlich stärker, als diejenige eines Ministers in den meisten anderen Ländern. Dies ergibt sich zum einen aus dem Umstand, dass die Mitglieder des Bundesrates zusammen für die gesamte Regierungsarbeit verantwortlich sind und nicht nur für ihr jeweiliges Ressort (Departement). Zum anderen sind die Bundesräte nicht von der Unterstützung eines Regierungschefs abhängig und können zudem während der Legislaturperiode nicht abgesetzt bzw. abgewählt werden. Möglich, wenn auch sehr unüblich ist aber, dass ein Bundesrat bei der alle vier Jahre stattfindenden Gesamterneuerungswahl nicht wiedergewählt wird. Eine Nichtwiederwahl, welche umgangssprachlich zuweilen auch als «Abwahl» bezeichnet wird, kam seit Gründung des Bundesstaates im Jahr 1848 erst viermal vor (zuletzt 2007).
Der Bundespräsident wird im jährlichen Turnus aus den Mitgliedern des Bundesrates gewählt. Er präsidiert während eines Jahres als primus inter pares die Landesregierung neben seinen Pflichten als Departementsvorsteher, übt aber nicht die Funktion eines Staatsoberhauptes aus. Verbleibt ein Mitglied des Bundesrates längere Zeit im Amt, wird es oft mehrmals (häufig zweimal) zum Bundespräsidenten gewählt. Es gilt die ungeschriebene Regel, dass derjenige Bundesrat zum Vizepräsidenten und ein Jahr darauf zum Bundespräsidenten gewählt wird, der dieses Amt schon am längsten nicht mehr (oder noch nicht) bekleidet hat.
Die Bundesverfassung der Schweizerischen Eidgenossenschaft definiert kein Staatsoberhaupt. Aufgrund seiner Stellung wird üblicherweise der Gesamtbundesrat als Staatsoberhaupt angesehen. Damit ist die Schweiz eines der wenigen Länder der Welt, welches ein kollektives Staatsoberhaupt (bestehend aus mehreren Personen) aufweist.
Die einzelnen Mitglieder des Bundesrates werden als «Bundesrat» bzw. «Bundesrätin» bezeichnet (Anrede als «Herr Bundesrat» bzw. «Frau Bundesrätin»). Ist die Rede vom Bundesrat als Kollegium, wird zwecks Präzisierung zuweilen die Bezeichnung Gesamtbundesrat verwendet. Die Bezeichnung «Minister» ist in der Schweiz unüblich, wird aber hie und da umgangssprachlich oder in den Medien verwendet (z. B. «Innenminister» oder «Finanzminister»). Geht es um die Funktion eines Bundesrates als Leiter eines Departements, werden üblicherweise die Bezeichnungen «Departementsvorsteher» oder «Departementschef» verwendet. In Kombination mit dem Namen des betreffenden Departements oder dessen Abkürzung werden auch die Bezeichnungen «Vorsteher» oder «Chef» verwendet (z. B. «Chef des Eidgenössischen Departements für auswärtige Angelegenheiten», «Vorsteher des EDA» oder «Chef EDA»).
Der Bundesrat wird vom Parlament gewählt. Die Reihenfolge der einzelnen Bundesräte ergibt sich wie folgt: Der Bundespräsident steht protokollarisch an der Spitze, gefolgt vom Vizepräsidenten. Danach folgen die Bundesräte in der Reihenfolge des Amtsalters zur Wiederwahl gemäss Anciennitätsprinzip. Die Zuteilung der Departemente erfolgt ebenfalls nach der Anciennität. Der am längsten amtierende Bundesrat kann zuerst äussern, welchem Departement er vorstehen möchte, dann jener, der am zweitlängsten im Amt ist usw. Die Entscheidung darüber, wer welches Departement tatsächlich erhält, fällt das Gremium kollektiv, und muss sich dabei nicht an die Präferenzen einzelner Mitglieder halten.
| Bundesrat                                    | Kanton      | Partei    |
| -------------------------------------------- | ----------- | --------- |
| Karin Keller-Sutter (Bundespräsidentin 2025) | St. Gallen  | FDP       |
| Guy Parmelin (Vizepräsident 2025)            | Waadt       | SVP       |
| Ignazio Cassis                               | Tessin      | FDP       |
| Albert Rösti                                 | Bern        | SVP       |
| Elisabeth Baume-Schneider                    | Jura        | SP        |
| Beat Jans                                    | Basel-Stadt | SP        |
| Martin Pfister                               | Zug         | Die Mitte |

Stabsstelle des Bundesrates ist die Bundeskanzlei, welche durch den Bundeskanzler geleitet wird. Die Bundeskanzlei hat die zentrale Scharnierfunktion zwischen Regierung, Verwaltung, Bundesversammlung und Öffentlichkeit inne. Sie ist verantwortlich für die Vorbereitung, Durchführung und Nachbereitung der Bundesratssitzungen. Der Bundeskanzler nimmt an sämtlichen Sitzungen des Bundesrates teil, wo er über ein Antrags- aber kein Stimmrecht verfügt. Dem Bundeskanzler stehen zwei Vizekanzler zur Seite.
Als höchste Staatsfunktionäre werden die Mitglieder des Bundesrates sowie der Bundeskanzler als «Magistraten» bzw. «Magistratspersonen» (von lateinisch magistratus «Obrigkeit») bezeichnet. Ebenfalls in diese Kategorie fallen die ordentlichen Bundesrichter.

### Kantonale Ebene
Die gliedstaatliche Exekutive heisst in den meisten deutschschweizerischen Kantonen Regierungsrat, in den ganz oder mehrheitlich französischen Kantonen sowie im italienischen Kanton Tessin Staatsrat (französisch: Conseil d’État, italienisch: Consiglio di Stato), im Kanton Appenzell Innerrhoden Standeskommission und in den Kantonen St. Gallen, Graubünden und Jura Regierung (französisch: Gouvernement, italienisch: Governo, rätoromanisch: Regenza). Die Anzahl der Mitglieder beträgt je nach Kanton fünf oder sieben Mitglieder. In den letzten Jahren ist aus Spar- und Effizienzgründen ein Trend zur Verkleinerung der Kantonsregierungen von sieben auf fünf Mitglieder zu beobachten.
Gleich wie auf Bundesebene gilt das Kollegialitätsprinzip. Es gibt somit keinen kantonalen Regierungschef, sondern in der Regel lediglich ein sog. Primus inter Pares, der für ein Jahr die Sitzungen der Regierung leitet. Dieser trägt je nach Kanton eine andere Bezeichnung, am häufigsten (Regierungs-)Präsident, dann auch Landammann, Regierender Landammann (Appenzell Innerrhoden) oder Schultheiss (Kanton Luzern; bis 2007). Dazu ist ein Regierungsmitglied jeweils für ein Jahr Vize und damit designierter Regierungspräsident bzw. Landammann für das nächste Jahr. Einen andern Weg beschreiten die neuen Kantonsverfassungen der Waadt (2003) und von Basel-Stadt (2005), welche die Amtsdauer des Regierungspräsidenten mit derjenigen des Regierungsrates gleichsetzen, also die früher einjährige Amtsdauer auf fünf bzw. vier Jahre ausdehnen.
Die Mitglieder werden überall direkt vom Volk gewählt, heute in der Regel für eine Amtsdauer von vier, in den Kantonen Freiburg und Waadt von fünf Jahren, im Kanton Appenzell Innerrhoden aber von nur einem Jahr. Mit Ausnahme des Kantons Tessin (und bis 2013 auch von Zug), wo das Verhältniswahlrecht gilt, gelangt überall das Mehrheitswahlrecht zur Anwendung.
In den Kantonen Bern, Uri, Solothurn, Schaffhausen, Thurgau und Tessin kann die Kantonsregierung mittels Volksinitiative, die obligatorisch dem Volk zu unterbreiten ist, vorzeitig abberufen werden. Angesichts der mit vier Jahren nicht überlangen Amtsdauer der Behörde kommt diesem Recht freilich wenig Bedeutung zu.

## Judikative
Nach Art. 30 Abs. 1 der Bundesverfassung (BV) hat jede Person, dessen Anliegen in einem gerichtlichen Verfahren beurteilt werden muss, Anspruch auf ein durch Gesetz geschaffenes, zuständiges, unabhängiges und unparteiisches Gericht.

### Bundesebene
Die Judikative auf Bundesebene besteht aus dem Bundesgericht mit Sitz in Lausanne und Luzern (zwei sozialrechtliche Abteilungen), dem Bundesstrafgericht in Bellinzona (seit April 2004) sowie dem Bundesverwaltungsgericht (seit Januar 2007) und dem Bundespatentgericht (seit Januar 2012) in St. Gallen. Die Wahl der Richter und Richterinnen erfolgt durch die Vereinigte Bundesversammlung.
- Das Bundesgericht (BGer) in Lausanne besteht aus 38 hauptamtlichen sowie 15+1 ordentlichen und 15 ausserordentlichen nebenamtlichen Bundesrichtern. Es überwacht die Verfassungsmässigkeit von eidgenössischen Entscheidungen im Gebiet des Zivil- und Strafrechts sowie kantonaler Entscheidungen in anderen Rechtsbereichen. Zudem fungiert es als höchste Instanz bei Gerichtsentscheidungen. Die zwei sozialrechtlichen Abteilungen des Bundesgerichts (bis 31. Dezember 2006 Eidgenössisches Versicherungsgericht) in Luzern haben die letztinstanzliche Jurisdiktion im Bereich der Sozialversicherungen (u. a. AHV, IV, BVG, AVIG, UVG und EO). Die Amtliche Sammlung der Entscheidungen des Schweizerischen Bundesgerichts (BGE) gilt als Leitlinie für sämtliche Gerichtsentscheidungen in der Schweiz.
- Das Bundesstrafgericht (BStGer) in Bellinzona hat seinen Betrieb am 1. April 2004 aufgenommen. Es umfasst 15 bis 35 Richterstellen[14] und beurteilt erstinstanzlich Straffälle, die der Gerichtsbarkeit des Bundes zugewiesen sind (z. B. Sprengstoffanschläge, schwere Fälle von organisierter Kriminalität). Gegen seine Entscheidungen stehen Rechtsmittel an das BGer zur Verfügung.
- Das Bundesverwaltungsgericht (BVGer) hat am 1. Januar 2007 seine Tätigkeit in provisorischen Arbeitsräumen in Bern und Zollikofen aufgenommen und ist 2012 an seinen endgültigen Sitz in St. Gallen umgezogen.
- Das Bundespatentgericht (BPGer) hat am 1. Januar 2012 seine Tätigkeit in St. Gallen aufgenommen.
- Erstinstanzliche eidgenössische Fachgerichte, z. B. die Eidgenössische Schätzungskommission.

Auf Bundesrecht basiert auch die Tätigkeit der Militärgerichte bzw. der Militärjustiz.
Die Schweiz kennt auf Bundesebene keine Verfassungsgerichtsbarkeit, wie sie zum Beispiel das deutsche Bundesverfassungsgericht ausübt. Für das Bundesgericht sind die Bundesgesetze verbindlich (Art. 190); ihm ist es nicht möglich, sich auf Unvereinbarkeit mit Verfassungsbestimmungen zu berufen und dadurch zum Beispiel Bundesgesetze für ungültig erklären zu lassen. Hingegen darf es kantonale Gesetze auf ihre Verfassungsmässigkeit beurteilen und nötigenfalls für ungültig erklären.

### Kantonale Ebene
Die Judikative auf kantonaler Ebene umfasst alle den Bundesgerichten vorgeschalteten Instanzen.
- Als Schlichtungsstelle fungieren die in den meisten Kantonen der Deutschschweiz und im Tessin auf kommunaler, regionaler oder in kleinen Kantonen auch kantonaler Ebene angesiedelten Schlichtungsbehörden, die manchenorts Friedensrichter oder Vermittler genannt werden. Im Kanton Basel-Stadt, in den Kantonen der Westschweiz und teilweise im Kanton Tessin sind die Schlichtungsbehörden in die Gerichte integriert.
- Als eigentliche erste Instanz amten die Bezirksgerichte, je nach Kanton auch Kantonsgericht (in gewissen kleineren Kantonen mit nur einem einzigen Gericht erster Instanz), Kreisgericht, Landgericht, Regionalgericht oder Zivilgericht bzw. Strafgericht genannt.
- Die zweite Instanz trägt in vielen Kantonen die Bezeichnung Obergericht, in anderen Kantonsgericht (dieser Begriff kann somit je nach Kanton ein Gericht erster oder zweiter Instanz bezeichnen), im Kanton Basel-Stadt Appellationsgericht, im Kanton Tessin Appellationsgericht (zivilrechtliche Streitigkeiten) bzw. Appellationshof (strafrechtliche Streitigkeiten) und im Kanton Genf Cour de justice.
- Jeder Kanton kennt Zwangsmassnahmengerichte, die für die Anordnung der Untersuchungs- und der Sicherheitshaft sowie für die Anordnung oder Genehmigung gewisser weiterer Zwangsmassnahmen zuständig sind. Sie können entweder an die jeweiligen Gerichte erster und zweiter Instanz angeschlossen oder eigenständig (so das Haftgericht in den Kantonen Thurgau, Freiburg oder Solothurn) sein.
- Die Verwaltungsgerichtsbarkeit wird in grösseren Kantonen durch ein selbständig organisiertes Verwaltungsgericht, in anderen Kantonen durch die verwaltungsrechtliche Abteilung des Gerichts zweiter Instanz wahrgenommen. Einige Kantone kennen zudem Spezialverwaltungsgerichte, etwa ein Baurekursgericht oder ein Steuerrekursgericht.
- Überdies bestehen vielfach Fach- oder Spezialgerichte. Jugendgerichte sind allgemein verbreitet. In gewissen Kantonen gibt es ein Strafgericht oder Kriminalgericht, das bei schweren Delikten an die Stelle des Bezirks- oder Obergerichts tritt. Weitere Spezialgerichte, die ebenfalls nur in einigen Kantonen vorkommen und organisatorisch in der Regel an andere Gerichte angegliedert sind, sind das Arbeitsgericht, das Mietgericht, das Sozialversicherungsgericht, das Handelsgericht, das Wirtschaftsstrafgericht oder das Landwirtschaftsgericht. Einige wenige Kantone kannten sodann noch bis 2010 ein Geschworenengericht, dessen Prozesse nach dem Unmittelbarkeitsprinzip verliefen. Da die 2011 in Kraft getretenen Eidgenössischen Strafprozessordnung keine Prozesse nach dem Unmittelbarkeitsprinzip mehr vorsieht, wurden die letzten Geschworenengerichte auf diesen Termin hin abgeschafft. Einzig der Kanton Tessin kennt dem Namen nach noch Geschworene, die allerdings volle Akteneinsicht erhalten.
- Einige wenige Kantone (Zürich und St. Gallen bis 2010, Solothurn bis 2005) kannten ein kantonales Gericht dritter Instanz, nämlich das Kassationsgericht, das Nichtigkeitsbeschwerden beurteilte und bei deren Gutheissung den Fall an die vorige Instanz zurückwies. Mit den 2011 in Kraft getretenen eidgenössischen Prozessordnungen (ZPO und StPO) ist diese dritte kantonale Instanz entfallen, da diese nur zwei kantonale Instanzen vorsehen.
- Ein selbständiges Verfassungsgericht kennen die Kantone Basel-Stadt, Genf und Jura.

## Föderalismus
Der Schweizer Bundesstaat besteht aus 26 Kantonen, davon sechs (Obwalden, Nidwalden, Appenzell Innerrhoden, Appenzell Ausserrhoden, Basel-Stadt und Basel-Landschaft), die aus historischen Gründen als Halbkantone bezeichnet werden und daher auch nur je einen von 46 Ständeratssitzen zugeteilt erhalten. Die Kantone haben eine gewisse politische Autonomie und können einiges in eigener Kompetenz regeln. Im Allgemeinen gilt, dass der Bund nur die in der Bundesverfassung einzeln aufgezählten Kompetenzen hat; alle anderen verbleiben bei den Kantonen. Sie regeln auch ihre Angelegenheiten untereinander (interkantonal), u. a. auch in interkantonalen Konferenzen. Seit Jahren ist eine Kompetenzverschiebung von den Kantonen zum Bund festzustellen.
Der Föderalismus in der Schweiz hat, auf der kantonalen und Bundesebene, im Wesentlichen zwei Elemente:
- Beteiligung der Kantone an der politischen Entscheidungsfindung.
- Autonomie der Kantone: Der Bund darf nur das regeln, was in der Verfassung ausdrücklich als seine Kompetenz erwähnt ist, alles andere regeln die Kantone in eigener Kompetenz.[17]

Die Bundesverfassung formuliert die Grundsätze des schweizerischen Föderalismus wie folgt:
Art. 3
Die Kantone sind souverän, soweit ihre Souveränität nicht durch die Bundesverfassung beschränkt ist; sie üben alle Rechte aus, die nicht dem Bund übertragen sind.
Art. 43a Abs. 1
Der Bund übernimmt nur die Aufgaben, welche die Kraft der Kantone übersteigen oder einer einheitlichen Regelung durch den Bund bedürfen.
Art. 44 Abs. 1
Bund und Kantone unterstützen einander in der Erfüllung ihrer Aufgaben und arbeiten zusammen.

## Demokratie

### Verhältnis von direkter und repräsentativer Demokratie
Die Schweiz ist eine repräsentative Demokratie mit direktdemokratischen Elementen. Diese Kombination der beiden Systeme wird auch als halbdirekte Demokratie bezeichnet. Die Demokratie in der Schweiz zeichnet sich dadurch aus, dass die Bürger nicht nur von einem Parlament repräsentiert werden, sondern auch direkt auf die Rechtsetzung einwirken können. Obschon die repräsentativen Elemente älter als die direktdemokratischen sind (Totalrevision der Bundesverfassung 1874), sind letztere zentral für die Funktionsweise des Schweizer Staates.
All das ändert aber nichts daran, dass die schweizerische Demokratie von ihrem Grundwesen her repräsentativ ist. Die Mehrheit der politischen Entscheidungen erfolgen ohne Mitwirkung des Volkes; nur etwa gegen 7 % der referendumspflichtigen Erlasse wird es auch wirklich ergriffen. Der Inhalt der Gesetze wird ausschliesslich vom Parlament bestimmt, der Inhalt der Bundesverfassung fast ausschliesslich, wobei ein Trend zu vermehrt erfolgreichen Volksinitiativen beobachtet werden kann. Dass die Stimmbürger nachträglich Verfassungs- und Gesetzesänderungen die Anwendung versagen können, hat jedoch erhebliche Vorwirkungen auf den Inhalt der Normen (Referendumssicherheit). Die Bedeutung der direktdemokratischen Elemente liegt somit auch in ihrem Einfluss auf den politischen Prozess. Vor allem ermöglichen sie eine bessere Kommunikation zwischen dem Volk und seinen Repräsentaten. Zudem verleihen die Volksrechte dem staatlichen Handeln mehr Legitimität als in anderen Staaten, denn die Beschlüsse des Parlaments werden explizit (durch Abstimmung) oder implizit (es wurde kein Referendum ergriffen) vom Volk mitgetragen.
Das Mitspracherecht des Volkes ist in der Schweiz weit entwickelt. Man muss zwei Formen der direkten Demokratie unterscheiden: die Versammlungsdemokratie und die Abstimmungsdemokratie. Die Versammlungsdemokratie ist auf dem Land verbreitet, vor allem in den Gemeinden mit meist unter 5000 Einwohnern (Gemeindeversammlung), und sie existiert in Form der Landsgemeinde in einzelnen kleinen Kantonen. Die Abstimmungsdemokratie gibt es auf Bundes- sowie auf Kantons- und Gemeindeebene.

### Volksrechte

#### Bundesebene
Jede Änderung der Verfassung verlangt zwingend eine Volksabstimmung; auf Bundesebene sind dabei das Volks- und das Ständemehr erforderlich. Gesetze unterstehen auf Bundesebene und in den meisten Kantonen dem fakultativen, in einzelnen Kantonen dem obligatorischen Referendum. Verfassungsänderungen können im Bund und in den Kantonen von einer bestimmten Anzahl Stimmberechtigter mit einer Volksinitiative vorgeschlagen und – wenn der Artikel in der anschliessenden Volksabstimmung angenommen wird – in die Verfassung aufgenommen werden.
Die Schweiz kennt folgende Mitbestimmungsrechte auf Bundesebene:
- Wahlrecht: Ab 18 Jahren haben alle Schweizerinnen und Schweizer, inklusive im Ausland wohnhafte, das aktive und passive Wahlrecht (falls sie nicht wegen Krankheit oder Geistesschwäche entmündigt sind).
- Stimmrecht: Die Personen, die wählen dürfen, haben auch das Stimmrecht, das heisst, sie können über kommunale, kantonale oder nationale Vorlagen befinden.
- Initiativrecht: 100'000 Bürger können per Volksinitiative einen Volksentscheid über eine Verfassungsänderung erzwingen. Mit der benötigten Anzahl Unterschriften wird das Parlament beauftragt, einen Gesetzestext auszuarbeiten, oder es kann ein ausgearbeiteter Text zur Volksabstimmung gebracht werden, dies muss aber innerhalb von 18 Monaten vollbracht werden.
- Referendumsrecht: Das Volk kann Parlamentsentscheide im Nachhinein umstossen oder bestätigen, nämlich in einer Volksabstimmung nach einem obligatorischen (z. B. bei Verfassungsänderungen) oder fakultativen Referendum (hier sind mindestens 50'000 Unterschriften in 100 Tagen notwendig).
- Petitionsrecht: Alle urteilsfähigen Personen (auch nicht wahlberechtigte) dürfen schriftlich formulierte Bitten, Anregungen und Beschwerden an die Behörden richten. Diese müssen die Petitionen zur Kenntnis nehmen. In der Praxis wird jede Petition behandelt und beantwortet, was jedoch nicht vorgeschrieben ist.

Die Wahl der Regierung ist kein Volksrecht. Schweizerinnen und Schweizer haben dieses Recht nur auf kantonaler und kommunaler Ebene. Die Landesregierung wird gleich wie das Bundesgericht von den Parlamentariern der Vereinigten Bundesversammlung gewählt.

#### Kantonale Ebene
Die Ausgestaltung der Volksrechte in den Kantonen entspricht grundsätzlich derjenigen im Bund, wobei historisch gesehen der Bund die Regelung der Kantone übernommen hat.
Noch heute gehen die kantonalen Volksrechte allerdings über diejenigen auf Bundesebene hinaus:
- Sie kennen ausnahmslos neben der Verfassungsinitiative auch die Gesetzesinitiative, räumen also der Bevölkerung das Recht ein, auch Vorschläge zum Erlass oder zur Änderung von Gesetzen zu machen. Dank dem gesonderten Recht der Gesetzesinitiative muss nicht wie im Bund jeder Wunsch nach Detailänderung als formale Verfassungsinitiative formuliert werden, was die Überladung der Kantonsverfassungen mit untergeordneten Bestimmungen verhindert. Für eine Gesetzesinitiative sehen die Kantonsverfassungen dabei eine tiefere Unterschriftenzahl vor als für Verfassungsinitiativen.
- Sodann kennt das kantonale Recht in der ganzen Schweiz neben dem Gesetzesreferendum auch das Finanzreferendum, das heisst, dass eine bestimmte einmalige oder wiederkehrende Ausgabe, deren Höhe in den Kantonsverfassungen festgelegt ist, zur Volksabstimmung unterbreitet werden kann (fakultatives Finanzreferendum) oder sogar muss (obligatorisches Finanzreferendum). Es gibt Kantone, die beide Varianten des Finanzreferendums kennen; in diesen Fällen ist der Grenzwert fürs obligatorische Finanzreferendum höher als jener fürs fakultative.
- Sehr hohe einmalige oder wiederkehrende Ausgaben sind überdies gemäss den Bestimmungen der Kantonsverfassungen obligatorisch zur Volksabstimmung vorzulegen.
- Der Kanton Zürich kennt seit 1869 die Einzelinitiative: Die Initiative einer Einzelperson betreffend Änderung der Verfassung oder eines Gesetzes wird dann wie eine parlamentarische oder eine Volksinitiative behandelt, wenn sie die Unterstützung von wenigstens 60 (von insgesamt 180) Mitgliedern des Kantonsrates findet. Das Recht der Einzelinitiative kennen sodann die beiden Landsgemeindekantone Appenzell Innerrhoden und Glarus, wo solche aber zwingend der Landsgemeinde zu unterbreiten sind.
- Einzelne Kantone wie Freiburg, Schaffhausen und Solothurn kennen das erst im ausgehenden 20. Jahrhundert geschaffene Volksrecht der Volksmotion, mit anderen Worten: eine bestimmte Anzahl Personen kann zuhanden des Kantonsparlaments eine Motion einreichen, die von diesem wie eine parlamentarische Motion zu behandeln ist.
- Allein im Kanton Appenzell Ausserrhoden existiert das Instrument der Volksdiskussion, wonach ausdrücklich jeder Einwohner des Kantons zu einer Gesetzesvorlage Stellung nehmen und seine Position vor versammeltem Kantonsrat sogar persönlich vertreten darf.
- Die Kantone Bern und Nidwalden kennen seit 1995 bzw. 1996 das konstruktive Referendum, welches bei Vorlagen des Kantonsparlaments mit einer bestimmten Anzahl von Unterschriften als (Gegen-)Variante eingebracht werden kann. Sollte dieses zustande kommen, werden beide Vorlagen den Stimmberechtigten zur Abstimmung unterbreitet. Es ist bei der Abstimmung möglich, beide anzunehmen oder zu verwerfen; im ersteren Fall entscheidet die Stichfrage (Verfassung des Kantons Bern (PDF; 226 kB) – Art. 63 Absatz 3; Gesetz über die politischen Rechte – Art. 59a ff). Das vom Kanton Zürich im Jahre 2006 eingeführte Referendum mit Gegenvorschlag wurde 2012 wieder abgeschafft.

Im Gegensatz zum Bund kennen einige Kantone noch das obligatorische Gesetzesreferendum, wonach ausnahmslos jede kantonale Gesetzesänderung der Volksabstimmung zu unterbreiten ist. Heute allerdings sind die meisten Kantone auf das fakultative Referendum umgeschwenkt, womit für Gesetze nur noch eine Volksabstimmung anberaumt wird, wenn dies von einer bestimmten Anzahl Parlamentariern oder aber einer bestimmten Anzahl Stimmberechtigten verlangt wird. Einzelne Kantone wie Basel-Landschaft oder Schaffhausen kennen einen Mittelweg, indem Gesetze, denen im Kantonsparlament mit einer Mehrheit von mindestens vier Fünfteln der Ratsmitglieder zugestimmt worden ist, dem fakultativen, die übrigen aber dem obligatorischen Referendum unterstehen. Änderungen der Kantonsverfassungen unterstehen hingegen in allen Kantonen dem obligatorischen Referendum. Zürich hat ebenfalls eine unikale Lösung, indem hier zwar die meisten Gesetze dem fakultativen, Steuergesetze aber dem obligatorischen Referendum unterliegen.

#### Stimm- und Wahlbeteiligung
An Abstimmungen und Wahlen nehmen in der Schweiz im langjährigen Durchschnitt rund 45 Prozent der Stimmberechtigten pro Abstimmung teil, was im internationalen Vergleich an sich gering wäre. Allerdings müsste man Gleiches mit Gleichem vergleichen – einmal in vier, fünf Jahren Wahlen und viermal jährlich, notabene verbindliche, Abstimmungen zu, im gleichen Termin, mehreren Themen. Und genau hier «hinken» oberflächliche Vergleiche, in denen die politische Beteiligung in der Schweiz massiv unterschätzt wird. So nehmen 75 Prozent der Stimmberechtigten an mindestens einem von sieben Urnengängen teil. Politologische Untersuchungen zeigen weiter, dass rund 25 Prozent der Stimmberechtigten an allen Wahlen und Abstimmungen teilnehmen, 20 Prozent an keinen, und 55 Prozent unregelmässig.

### Entstehung
Die Versammlungsdemokratie in der Schweiz hat ihre Wurzeln in den Korporationen des Mittelalters, die Abstimmungsdemokratie im 19. Jahrhundert. Letztere wurde in den meisten Kantonen in den 1860er- bis 1880er-Jahren etabliert, und auch beim Bund setzte sie sich ab 1874 durch. Die nachhaltigste Ausnahme bildete der Kanton Freiburg, wo sich eine repräsentativ-demokratische Staatsform fast fünfzig Jahre länger hielt als in den anderen Kantonen und erst 1918 durch direkt-demokratische Institutionen abgelöst wurde. Einen Rückschlag erlitt diese Form dort erneut in den 1930er Jahren, als das Kantonsparlament eine Verfassungsreform im korporativistischen Geiste beschloss, deren Einführung schliesslich durch das Bundesgericht abgewendet wurde.

## Politische Parteien
Das politische Leben der Schweiz wird wesentlich durch die politischen Parteien mitbestimmt. Sie sind dezentral organisiert als Vereine auf Gemeinde- oder Kantonsebene, die sich zu den nationalen Parteien zusammenschliessen.

## Fussnoten
1. ↑  René Rhinow, Markus Schefer, Peter Uebersax: Schweizerisches Verfassungsrecht. 3. Auflage. Helbing Lichtenhan, Basel 2016, ISBN 978-3-7190-3366-8, S. 387.
2. ↑  Schweizerische Eidgenossenschaft (Hrsg.): Bundesverfassung der Schweizerischen Eidgenossenschaft. Art. 174 (admin.ch [abgerufen am 1. Januar 2024]).
3. ↑  Protokollreglement der Schweizerischen Eidgenossenschaft. Eidgenössische Departement für auswärtige Angelegenheiten, abgerufen am 1. Januar 2024.
4. ↑  Alois Riklin: Handbuch politisches System der Schweiz. Band 1. Paul Haupt, Bern und Stuttgart 1983, ISBN 3-258-03197-5, S. 232.
5. ↑  SR 171.10 Art. 9 Einkommen und Entschädigungen. In: Schweizerische Eidgenossenschaft. Abgerufen am 13. September 2012.
6. ↑  Einzige Ausnahme ist der Fall einer Strafverfolgung gegen ein Mitglied des Bundesrates wegen einer strafbaren Handlung, die sich unmittelbar auf seine amtliche Tätigkeit oder Stellung bezieht. In diesem Fall kann die Vereinigte Bundesversammlung «die vorläufige Einstellung im Amte» beschliessen (Art. 14 Abs. 5 des Verantwortlichkeitsgesetzes, SR 170.32). Diese Bestimmung ist noch nie zur Anwendung gelangt.
7. ↑  Wahl der Bundespräsidentin oder des Bundespräsidenten. In: Parlamentswörterbuch. Schweizer Parlament, abgerufen am 6. Januar 2024.
8. ↑  Tschannen: Staatsrecht der Schweizerischen Eidgenossenschaft. 2021, S. 500 f.
9. ↑  Bundesratswahlen. Die Bundesbehörden der Schweizerischen Eidgenossenschaft (admin.ch). Abgerufen am 1. Januar 2014.
10. ↑  Doppelvakanz im Bundesrat – So funktioniert die Departementsverteilung. In: SRF. Abgerufen am 7. Dezember 2022.
11. 1 2  Die Bundeskanzlei. Schweizerische Bundeskanzlei, abgerufen am 6. Januar 2024.
12. ↑  Geschäftsleitung. Schweizerische Bundeskanzlei, abgerufen am 6. Januar 2024.
13. 1 2  Bundesgesetz über Besoldung und berufliche Vorsorge der Magistratspersonen. Schweizerische Eidgenossenschaft, abgerufen am 6. Januar 2024.
14. ↑  SR 173.71 Bundesgesetz über das Bundesstrafgericht
15. ↑  Vatter: Das politische System der Schweiz. 2020, S. 433 f.
16. ↑  Dieter Freiburghaus, Felix Buchli: Die Entwicklung des Föderalismus und der Föderalismusdiskussion in der Schweiz von 1874 bis 1964. In: Swiss Political Science Review. Band 9, Nr. 1, April 2003, S. 46–48, doi:10.1002/j.1662-6370.2003.tb00399.x (wiley.com [abgerufen am 18. März 2023]).
17. ↑  Vatter: Das politische System der Schweiz. 2020, S. 433
18. ↑  Vatter: Das politische System der Schweiz. 2020, S. 351
19. 1 2  René Rhinow, Markus Schefer, Peter Uebersax: Schweizerisches Verfassungsrecht. 3. Auflage. Helbing Lichtenhnan, Basel 2016, ISBN 978-3-7190-3366-8, S. 387–389, S. 424.
20. ↑  Vatter: Das politische System der Schweiz. 2020, S. 355–360
21. ↑  Erich Aschwanden: Politische Beteiligung wird massiv unterschätzt: Zentrum für Demokratie Aarau untersucht Stimmbeteiligung über längeren Zeitraum. In: Neue Zürcher Zeitung vom 23. Juli 2013, S. 8.
22. ↑  Fritz Schaffer: Abriss der Schweizer Geschichte. Huber, Frauenfeld 1972.